# Проєктивне покриття
Проєкти́вне покриття́ — в  геоботаніці — показник, що визначає відносну площу проєкції окремих  видів  або їх груп,  ярусів  і т. д. фітоценозу на поверхню ґрунту. Проєктивне покриття є одним з основних показників  рясності в  фітоценології. Розрізняють загальне проєктивне покриття (покриття всього ярусу) і часткове проєктивне покриття (покриття окремих видів). Також виділяють істинне проєктивне покриття, тобто відносну площу основ рослин (цей показник застосовують тільки для визначення задернованності).
Проєктивне покриття може визначатися в кількісних або в бальних величинах. Для визначення кількісних характеристик проєктивного покриття застосовують ряд методів:
1. Визначення на-віч. Проєктивне покриття можна визначати за візуальною шкалою з 10 градаціями: 10, 20, 30, 40, 50, 60, 70, 80, 90, 100%. Око людини цілком може визначити ступінь проєктивного покриття з точністю 10%.[1]
2. Метод уколів. Запропоновано в 1933 році новозеландськими геоботаніками[2] Суть його полягає в тому, що для визначення проєктивного покриття рослин використовують рамку, на якій закріплюють 10 металевих голок через кожні 5 см. При опусканні голок на ґрунт зазначаються види, яких торкнулася голка. На основі даних, одержуваних цим методом можна визначити такі величини:
а) покриття окремих видів, яке визначається як відсоток точок, на яких зазначено присутність того чи іншого виду;
б) участь виду в  травостої (часткове проєктивне покриття); якщо брати до уваги всі торкання, враховуючи, що при одному опусканні голки вид може торкнутися її кілька разів, відношення числа торкань даного виду до загального числа торкань дасть величину, що показує участь виду в травостої за обсягом наземних частин. 
 Точковий метод не позбавлений помилок і суб'єктивізму, але все ж він може давати досить точні дані, особливо при відносних вимірах.
3. Сіточка Раменського являє собою невелику пластинку, в якій вирізано прямокутний отвір розміром 2х5 або 3х7,5 см. Отвір ділять на 10 квадратних клітин по 1 або 1,5 см² кожна. Потім розглядають травостій через цей прилад і подумки скучують простір, покритий рослинами до одного кінця сіточки, а непокрите — до іншого, визначаючи скільки клітинок займає покрита площа. Повторюючи таку процедуру кілька разів, можна домогтися достатньої для цілей дослідження точності визначення проєктивного покриття.

Загальне покриття не дорівнює сумі покриттів видів, тому що наземні частини рослин перекривають одна одну.
Для менш точних вимірів застосовують бальні шкали проєктивного покриття. Їх ділять на асиметричні (нерівнодистаційні) і симетричні (рівнодистаційні). Оскільки майже кожен поважаючий себе геоботанік вважав своїм обов'язком розробити нову шкалу, їх навводили вельми велику кількість, і більшість з них мало чим принципово відрізняються одна від одної і не використовуються.
На думку ряду авторів найбільш коректно користуватися нерівнодистаційніми шкалами з логарифмічно зростаючими інтервалами, так як на різних відрізках градієнту покриття роздільна здатність візуального обліку неоднакова.
Прикладом рівнодистаційної шкали є шкала Браун-Бланке: 1 бал — до 5%, 2 — 5-25%, 3 — 25-50%, 4 — 50-75% і 5 — 75-100%.
Прикладом нерівнодистаційної шкали є шкала Б. М. Міркіна : + — до 1%, 1 — до 5%, 2 — 5-15%, 3 — 15-25%, 4 — 25-50%, 5 — 50-100%.

### Методика геоботанічних досліджень
- Александрова В. Д. Изучение смен растительного покрова. М.- Л.: Наука. 1964. Т.3. С. 300–447.
- Василевич В. И. Статистические методы в геоботанике. — Л.:. Наука, 1969. — 232 с.
- Викторов С. В., Востокова Е. А., Вышивкин Д. Д. Краткое руководство по геоботаническим съёмкам. — М., 1959.
- Грейг-Смит П. Количественная экология растений. — М.: Мир, 1967.
- Злобин Ю. А. Принципы и методы изучения ценотических популяций растений. — Казань, 1989. — 147 с.
- Методы выделения растительных ассоциаций. — Л.: Наука, 1971.
- Программа и методика биогеоценологических исследований. — М.: Наука, 1974. — 403 с.
- Раменский Л. Г. Проблемы и методы изучения растительного покрова. — Л.: Наука, 1971. — 334 с.
- Розенберг Г. С. Модели в фитоценологии. — М.: Наука, 1984. — 265 с.
- Федорук А. Т. Ботаническая география. — Мн.: БГУ, 1976. — 224 с.
- Цыганов Д. Н. Фитоиндикация экологических режимов в подзоне хвойно-широколиственных лесов.

### Словники
- Быков Б. А. Геоботанический словарь. — Алма-Ата: Наука, 1973. — 214 с.
- Миркин Б. М., Розенберг Г. С., Наумова Л. Г. Словарь понятий и терминов современной фитоценологии. — М.: Наука, 1989. — 223 с.
- Миркин Б. М., Розенберг Г. С. Толковый словарь современной фитоценологии. — М.: Наука, 1983. — 133 с.

## Ресурси Інтернету
- Пахарьков С. В. Программа для опреления проективного покрытия травяно-кустарничкового яруса  [Архівовано 7 жовтня 2013 у Wayback Machine.]